# Sainte-Cécile (Indre)
Sainte-Cécile è un comune francese di 104 abitanti situato nel dipartimento dell'Indre nella regione del Centro-Valle della Loira.

## Società

### Evoluzione demografica
Abitanti censiti